# Aprostocetus fonscolombei
Aprostocetus fonscolombei är en stekelart som beskrevs av Graham 1987. Aprostocetus fonscolombei ingår i släktet Aprostocetus och familjen finglanssteklar. Inga underarter finns listade i Catalogue of Life.